# Глубина (фильм, 2002)
«Глубина» (англ. Below) — американский триллер режиссёра Дэвида Туи 2002 года.
Натурные съёмки прошли на озере Мичиган. Роль подлодки «Тигровая акула» для наружных сцен исполнила реальная подлодка «Сильверсайдс».

## Сюжет
Август 1943 года, разгар Второй Мировой войны в Атлантическом океане. Экипаж американской подводной лодки «Тигровая акула» получает от разведчика «PBY Catalina» сообщение о переживших кораблекрушение, которых вскоре поднимают на борт. Их трое: двое мужчин и женщина-медсестра Клэр Пейдж, которая сообщает, что они единственные выжившие с британского плавучего госпиталя «Форт-Джеймс», который за два дня до этого был ночью торпедирован — Кингсли, один из выживших, перед этим видел подлодку и думает, что она была немецкая. Их рассказ кажется странным энсину Дугласу Оделлу, потому что подлодка почему-то выпустила только одну торпеду, из-за чего удалось спустить хотя бы одну шлюпку. Присутствие Клэр многие члены команды воспринимают в штыки, так как бытует поверье, что «женщина на корабле — к несчастью». Неприятности не заставляют себя долго ждать. Когда лодка прячется от ищущего её сонаром немецкого эсминца, то в одной из кают неожиданно начинает громко играть патефон, что выдаёт лодку. Получив небольшой урон от глубинных бомб, «Тигровой акуле» удаётся сбежать. Затем командир лодки лейтенант Брайс обнаруживает, что второй спасшийся мужчина (который получил такие большие ожоги, что почти не говорил) на самом деле является немецким пленным Бернхардом Шилингсом. Несмотря на мольбы Клэр соблюдать Женевскую конвенцию, Брайс провоцирует немца схватиться за скальпель, а затем стреляет в него в целях самообороны.
Труп немца решено выбросить за борт, но когда матрос Стамбо тащит мешок с его телом, то неожиданно слышит чей-то мужской голос, который просит развернуть лодку. Затем Клэр обнаруживает в проходе между каютами книгу, выпавшую во время крена из каюты Брайса, заходит туда, чтобы положить её обратно и из любопытства заглядывает в судовой журнал. Выясняется, что ранее лодкой командовал капитан-лейтенант Уинтерс, которого Брайс заменил на посту за несколько дней до этого. Ей удаётся разговорить Брайса и тот рассказывает, что несколько дней назад ночью они потопили немецкий транспорт и всплыли, чтобы удостовериться, что он утонул. Уинтерс, со слов Брайса, вышел наружу и с помощью отпорного крюка пытался захватить какие-нибудь сувениры, но тут лодка на что-то налетела и от толчка Уинтерс сорвался с палубы, сильно ударился головой и утонул, а тело его не нашли. Сразу после этого Брайс сталкивается с лейтенантом Полом Лумисом, который спрашивает его, что именно он сказал Клэр, на что Брайс говорит, что «сказал ей легенду». 
Ещё через какое-то время «Тигровая акула» сталкивается с немецким тральщиком, который своими крючьями наносит урон одному из её балластных отсеков, из-за чего появляется угроза выброса масляного пятна при каждом всплытии (а значит, увеличивается риск быть обнаруженными). Провести ремонт (для чего нужно будет пробраться внутрь пространства между внешней обшивкой и внутренним корпусом) вызываются Стамбо, Oделл, радист Уолли и младший лейтенант Стивен Корз. Oделл, работая с Корзом, решает вызвать того на откровенный разговор, потому что хочет прояснить неясность по поводу смерти Уинтерса. Дело в том, что в ту ночь на наружную палубу Уинтерс вышел в сопровождении Корза, Брайса и Лумиса, и это с их слов известно, что лодка на что-то налетела и из-за этого Уинтерс оступился. Но Oделл прекрасно помнит, что лодка в ту ночь ни с чем не сталкивалась. Корз признаётся, что это неправда и сообщает следующее: в воде были выжившие и Уинтерс приказал их расстрелять, но он, Брайс и Лумис воспротивились этому, и вспыхнула ссора, в процессе которой Уинтерс поскользнулся, ударился головой и упал в воду (а троица решила соврать, чтобы защитить его репутацию). Сразу после этого Корз видит призрак Уинтерса и погибает от несчастного случая, ударившись головой о балку.         
Далее происходят ещё более странные вещи. Лодка неожиданно меняет курс, несмотря на все попытки закрепить штурвал. Когда его прослеживают, то обнаруживается, что лодка плывёт к тому месту, где они потопили немецкий транспорт. Среди команды начинается волнение: часть моряков высказывает предположение, что, возможно, они не пережили атаку глубинными бомбами. Пытаясь влезть в механизм штурвала, команда провоцирует утечку водорода и от случайной искры большая часть команды заживо сгорает. В живых остаются только Клэр, Кингсли, Oделл, Уолли, Стамбо, Брайс и Лумис, но последний очень скоро видит призрак Уинтерса в зеркале и в панике пытается выбраться с лодки, однако, выбравшись за её пределы, он погибает, напоровшись на один из наружных штырей. Пытаясь найти выживших, Клэр находит ещё живого матроса Хоуга и пытается помочь ему, но тот из последних сил, прежде чем умереть, говорит, что экипаж «Тигровой акулы» не заслужил помощи, а тем более помощи от неё. Затем на лодке отключается электричество и сильно понижается температура, а призрак Уинтерса всё чаще мелькает у всех перед глазами. Клэр просит Брайса сказать правду про смерть Уинтерса, потому что это может помочь им понять, что происходит на лодке. В ответ Брайс говорит ей, что она не должна «делать вид, будто не понимает». Суеверный Уолли высказывает мысль, что призрак Уинтерса преследует следующую цель: он, будучи, капитаном, обязан  умереть вместе со своим кораблём, чего так и не произошло, а значит, он жаждет некоего удовлетворения.
Пока остальные пытаются разобраться с механизмом лодки, Клэр заглядывает в бортовой журнал и читает записи, сделанные в ту ночь, когда был потоплен немецкий транспорт. Из них выясняется, что идентификацию судна проводил Брайс, а сигнал к торпедированию дал Корз. В какой-то момент Клэр находит в журнале листок-черновик, на котором видит нарисованный от руки крест, после чего замечает, что описание гибели немецкого транспорта кажется ей знакомым. Она пролистывает справочники немецких судов и войск союзников, находит соответствующие листки и показывает Oделлу страшную правду. Когда Уинтерс в сопровождении Лумиса, Корза и Брайса, поднялся в ту ночь на палубу, то они с ужасом обнаружили, что немецкий транспорт на деле оказался госпиталем «Форт-Джеймс», на котором плыла Клэр. Oделл приходит к выводу, что Уинтерс хотел спасти выживших, но Лумис, Корз и Брайс были не готовы угодить под трибунал и в завязавшейся перепалке Брайс, отбирая у капитана багор, случайно оглушил того, после чего Уинтерс упал за борт.
Выжившие пытаются вручную запустить механизм сброса балласта, чтобы лодка смогла всплыть, но в результате погибает Кингсли, однако после этого лодка сама всплывает. Затем на радаре появляется сигнал проходящего неподалёку британского корабля «Архимедес», который выходит с ними на связь, но неожиданно Брайс расстреливает радиоапаратуру, потому что не может смириться с тем, что опорочил свой мундир. Клэр, улучив момент, тайком выбирается на наружную палубу и пытается с помощью фонаря подать кораблю сигнал. Неожиданно за её спиной появляется Брайс, который берёт её на прицел, на что Клэр предлагает ему убить её и остальных, дабы замять всё, как он это сделал с Уинтерсом. Уставший от чувства вины Брайс пускает пулю в висок. Оставшиеся герои эвакуируются на «Архимедес», где перед первыми лучами восходящего солнца видят, как «Тигровая акула» неожиданно уходит под воду со всем её мёртвым экипажем. Оделл выражает сомнение относительно того, что лодка находилась во власти мёртвого Уинтерса, но Клэр придерживается мнения, что курс лодки был изменён неспроста. В финальном кадре «Тигровая акула» уходит на дно ущелья, на краю которого лежит остов «Форт-Джеймс».

## В ролях
| Актёр             | Роль                                   |
| ----------------- | -------------------------------------- |
| Мэттью Дэвис      | энсин Дуглас Oделл                     |
| Брюс Гринвуд      | лейтенант Брайс                        |
| Оливия Уильямс    | Клэр Пейдж                             |
| Холт Маккэлани    | лейтенант Пол Лумис                    |
| Скотт Фоли        | лейтенант Стивен Корз                  |
| Джейсон Флеминг   | Стамбо                                 |
| Зак Галифианакис  | Вэрд Уолли                             |
| Эндрю Говард      | Хоаг                                   |
| Ник Чинланд       | старпом                                |
| Кристофер Фэрбенк | Пэппи                                  |
| Джонатан Хартман  | Бернард Шиллингс                       |
| Себастьян Кнапп   | акустик                                |
| Дэвид Кроу        | акустик                                |
| Алексис Конран    | рулевой                                |
| Мэтью Литч        | Зэп                                    |
| Гэри Бродвей      | стюард                                 |
| Тим Плестер       | моторист                               |
| Крэйг Блейк       | стюард                                 |
| Митчелл Барнетт   | оператор носовых горизонтальных рулей  |
| Крис Бриджмен     | оператор кормовых горизонтальных рулей |
| Макс Касали       | гидравлик                              |
| Ник Хоббс         | капитан Уинтерс                        |
| Дэвид Туи         | капитан британского корабля            |
| Криспин Лэйфилд   | наблюдатель                            |
| Чак Эллсуорт      | пилот «Каталины»                       |
| Пол Бэйфилд       | оператор радара                        |
| Дэвид Грис        | спасатель                              |
| DJ Perry          | спасатель                              |

## Награды
Фильм номинировался на награду «Лучшего зарубежного фантастического фильма» фестиваля «Fantasporto» в 2003 году.